# 58595 Joepollock
58595 Joepollock este un asteroid din centura principală de asteroizi.

## Descriere
58595 Joepollock este un asteroid din centura principală de asteroizi. A fost descoperit pe 5 octombrie 1997 la Observatorul din Ondřejov de Petr Pravec. Asteroidul prezintă o orbită caracterizată de o semiaxă mare de 2,25 ua, o excentricitate de 0,19 și o înclinație de 6,4° în raport cu ecliptica.